# Roswitha Esser
Roswitha Esser (Bad Godesberg, 19 agosto 1941) è un'ex canoista tedesca.
Ha vinto 2 medaglie d'oro nel K2 500m in coppia con Annemarie Zimmermann, a Tokyo 1964 e Città del Messico 1968.

## Palmarès
- Olimpiadi
  - Tokyo 1964: oro nel K2 500m.
  - Città del Messico 1968: oro nel K2 500m.

- Mondiali
  - 1963: oro nel K2 500m e argento nel K4 500m.
  - 1966: argento nel K1 500m e K4 500m.
  - 1970: oro nel K2 500m e bronzo nel K4 500m.
  - 1971: argento nel K4 500m.